# Липка (приток Туры)
Липка — река в России, протекает по Тугулымскому району Свердловской области, Тюменской области. Исток в Тугулымском городском округе. Протекает через озеро Гурино. Устье реки находится в 266 км по правому берегу реки Тура. Длина реки составляет 37 км.

## Притоки
Основные притоки:
- 14 км: Курейка (пр)
- Малая (пр)
- 27 км: Мостовка (лв)

## Данные водного реестра
По данным государственного водного реестра России относится к Иртышскому бассейновому округу, водохозяйственный участок реки — Тура от впадения реки Тагил и до устья, без рек Тагил, Ница и Пышма, речной подбассейн реки — Тобол. Речной бассейн реки — Иртыш.
Код объекта в государственном водном реестре — 14010502312111200007517.